# Kurt Katzeff
Kurt Katzeff, född 22 juni 1926 i Sofia församling Stockholm,, död 8 juni 2014 i Brännkyrka församling, Stockholm var en svensk ingenjör. Han var far till Mikael Katzeff, Cecilia Katzeff och Stefan Katzeff. 
Katzeff utexaminerades från Kungliga Tekniska högskolan 1950 och anställdes samma år på L.M. Ericsson, där han blev överingenjör och teknisk chef vid telefonstationsdivisionen 1964. Han var teknisk chef för ITT Europe i Bryssel 1972-1980. Han blev teknisk chef vid Televerkets avdelning för grundteknik och provning 1983 och ledamot av Teleanslutningsnämnden samma år.
Kurt Katzeff var en av pionjärerna bakom framtagandet av den moderna generationen av datorliknande telefonväxlar, varav den mest kända produkten är AXE.
Han erhöll 1967 Ingenjörsvetenskapsakademiens guldmedalj för sina insatser inom området för elektroniska automatiska telefonstationer och var en av initiativtagarna till Ellemtel Utvecklings AB, det av Ericsson och Televerket gemensamägda utvecklingsbolaget.
Under sin tid som anställd på Ericsson föreslog Katzeff 1953 08 som nytt områdesnummer för Stockholm, efter en förfrågan om hjälp från Televerket. Orsaken var ett behov av att gå över till sjusiffriga abonnentnummer till följd av ökat innehav av privata telefonabonnemang. I kombination med det dåvarande riktnumret 010 skulle det totala numret blir tio siffror långt, vilket växlarna ej var konstruerade för, men genom att frigöra 08 skulle det fungera.
Katzeff invaldes 1987 som ledamot av Ingenjörsvetenskapsakademien.